# Alboraia
Alboraia (spanisch Alboraya) ist eine Stadt in der Provinz Valencia, die etwas nördlich von Valencia selbst liegt. Die Einwohnerzahl der Stadt wuchs von ca. 11.000 Einwohnern im Jahre 1986 auf 26.259 Einwohnern (Stand: 2024). 2006 lag der Anteil der Valencianisch sprechenden Einwohner bei 58 %. Auch viele Ferienwohnungen entstehen hier. Bekannt ist die Stadt vor allem für den Anbau der Erdmandel und das ursprünglich aus Alboraia stammende Getränk Horchata de Chufa. An die Metro Valencia ist Alboraia seit 2002 angebunden.